# Falk Maria Schlegel
Falk Maria Schlegel, właśc. Christian Jost (ur. 29 września 1975 w Saarbrücken) – niemiecki klawiszowiec, członek powermetalowej grupy Powerwolf.

## Życiorys
Jost rozpoczął swoją karierę w 1993 jako keyboardzista progressive thrash metalowego zespołu The Experience. Zaprojektował layout dla ich albumu Insight. Dołączył do Red Aim w 2002 pod pseudonimem Ray Kitzler. W 2003 wraz z innymi członkami Red Aim dołączył do Powerwolf.

## Życie prywatne
Jost mieszka w dzielnicy Sankt Johann miasta Saarbrücken. Za swoje główne inspiracje muzyczne podaje Iron Maiden, Black Sabbath, Candlemass, Forbidden, Nevermore i Glena Hansarda. Jest kibicem klubu piłkarskiego 1. FC Saarbrücken.

## Dyskografia

### The Experience
- Mental Solitude (1995)
- Realusion (1996)
- Insight (1999)
- Cid: Reflections of a Blue Mind (2001)

### Red Aim
- Flesh For Fantasy (2002)
- Niagara (2003)

### Powerwolf
- Return in Bloodred  (2005)
- Lupus Dei  (2007)
- Bible of the Beast  (2009)
- Blood of the Saints  (2011)
- Preachers of the Night (2013)
- Blessed & Possessed (2015)
- The Sacrament of Sin (2018)